# Martín Garzéz
Martín Garzéz (1526-1601) was de 53ste grootmeester van de Maltezer Orde. Hij volgde in 1595 Hugues Loubenx de Verdalle op en beheerde het ambt tot zijn dood. Dat na zijn dood werd overgenomen door Alof de Wignacourt.